# Champigny-le-Sec
Champigny-le-Sec és un municipi francès situat al departament de la Viena i a la regió de la Nova Aquitània. L'any 2007 tenia 1.019 habitants.

## Demografia

### Població
El 2007 la població de fet de Champigny-le-Sec era de 1.019 persones. Hi havia 383 famílies de les quals 82 eren unipersonals (29 homes vivint sols i 53 dones vivint soles), 122 parelles sense fills, 167 parelles amb fills i 12 famílies monoparentals amb fills.
La població ha evolucionat segons el següent gràfic:
Habitants censats

### Habitatges
El 2007 hi havia 432 habitatges, 387 eren l'habitatge principal de la família, 19 eren segones residències i 25 estaven desocupats. 419 eren cases i 12 eren apartaments. Dels 387 habitatges principals, 321 estaven ocupats pels seus propietaris, 59 estaven llogats i ocupats pels llogaters i 7 estaven cedits a títol gratuït; 1 tenia una cambra, 13 en tenien dues, 37 en tenien tres, 104 en tenien quatre i 232 en tenien cinc o més. 330 habitatges disposaven pel capbaix d'una plaça de pàrquing. A 138 habitatges hi havia un automòbil i a 221 n'hi havia dos o més.

### Piràmide de població
La piràmide de població per edats i sexe el 2009 era:
| Homes | Edats   | Dones |
| ----- | ------- | ----- |
| 0     | 95 o +  | 0     |
| 4     | 90 a 94 | 0     |
| 0     | 85 a 89 | 20    |
| 4     | 80 a 84 | 0     |
| 20    | 75 a 79 | 16    |
| 40    | 70 a 74 | 16    |
| 8     | 65 a 69 | 28    |
| 16    | 60 a 64 | 12    |
| 8     | 55 a 59 | 24    |
| 28    | 50 a 54 | 12    |
| 32    | 45 a 49 | 24    |
| 28    | 40 a 44 | 48    |
| 16    | 35 a 39 | 24    |
| 32    | 30 a 34 | 28    |
| 32    | 25 a 29 | 36    |
| 20    | 20 a 24 | 12    |
| 32    | 15 a 19 | 20    |
| 32    | 10 a 14 | 36    |
| 32    | 5 a 9   | 32    |
| 16    | 0 a 4   | 24    |

## Economia
El 2007 la població en edat de treballar era de 614 persones, 501 eren actives i 113 eren inactives. De les 501 persones actives 452 estaven ocupades (241 homes i 211 dones) i 49 estaven aturades (21 homes i 28 dones). De les 113 persones inactives 30 estaven jubilades, 51 estaven estudiant i 32 estaven classificades com a «altres inactius».

### Ingressos
El 2009 a Champigny-le-Sec hi havia 409 unitats fiscals que integraven 1.072 persones, la mediana anual d'ingressos fiscals per persona era de 17.554 €.

### Activitats econòmiques
Dels 47 establiments que hi havia el 2007, 1 era d'una empresa extractiva, 2 d'empreses alimentàries, 1 d'una empresa de fabricació de material elèctric, 2 d'empreses de fabricació d'altres productes industrials, 15 d'empreses de construcció, 6 d'empreses de comerç i reparació d'automòbils, 3 d'empreses de transport, 1 d'una empresa d'hostatgeria i restauració, 2 d'empreses financeres, 2 d'empreses immobiliàries, 8 d'empreses de serveis, 2 d'entitats de l'administració pública i 2 d'empreses classificades com a «altres activitats de serveis».
Dels 17 establiments de servei als particulars que hi havia el 2009, 1 era una oficina de correu, 1 taller de reparació d'automòbils i de material agrícola, 2 paletes, 3 guixaires pintors, 2 fusteries, 2 lampisteries, 3 electricistes, 2 perruqueries i 1 restaurant.
Dels 4 establiments comercials que hi havia el 2009, 2 eren fleques, 1 una carnisseria i 1 una peixateria.
L'any 2000 a Champigny-le-Sec hi havia 24 explotacions agrícoles que ocupaven un total de 2.520 hectàrees.

## Equipaments sanitaris i escolars
L'únic equipament sanitari que hi havia el 2009 era una farmàcia.
El 2009 hi havia una escola elemental integrada dins d'un grup escolar amb les comunes properes formant una escola dispersa.

## Poblacions més properes
El següent diagrama mostra les poblacions més properes.